# Бруньято
Бруньято (італ. Brugnato, ліг. Brignê) — муніципалітет в Італії, у регіоні Лігурія, провінція Спеція.
Бруньято розташоване на відстані близько 350 км на північний захід від Рима, 70 км на схід від Генуї, 17 км на північний захід від Спеції.
Населення — 1275 осіб (2014).

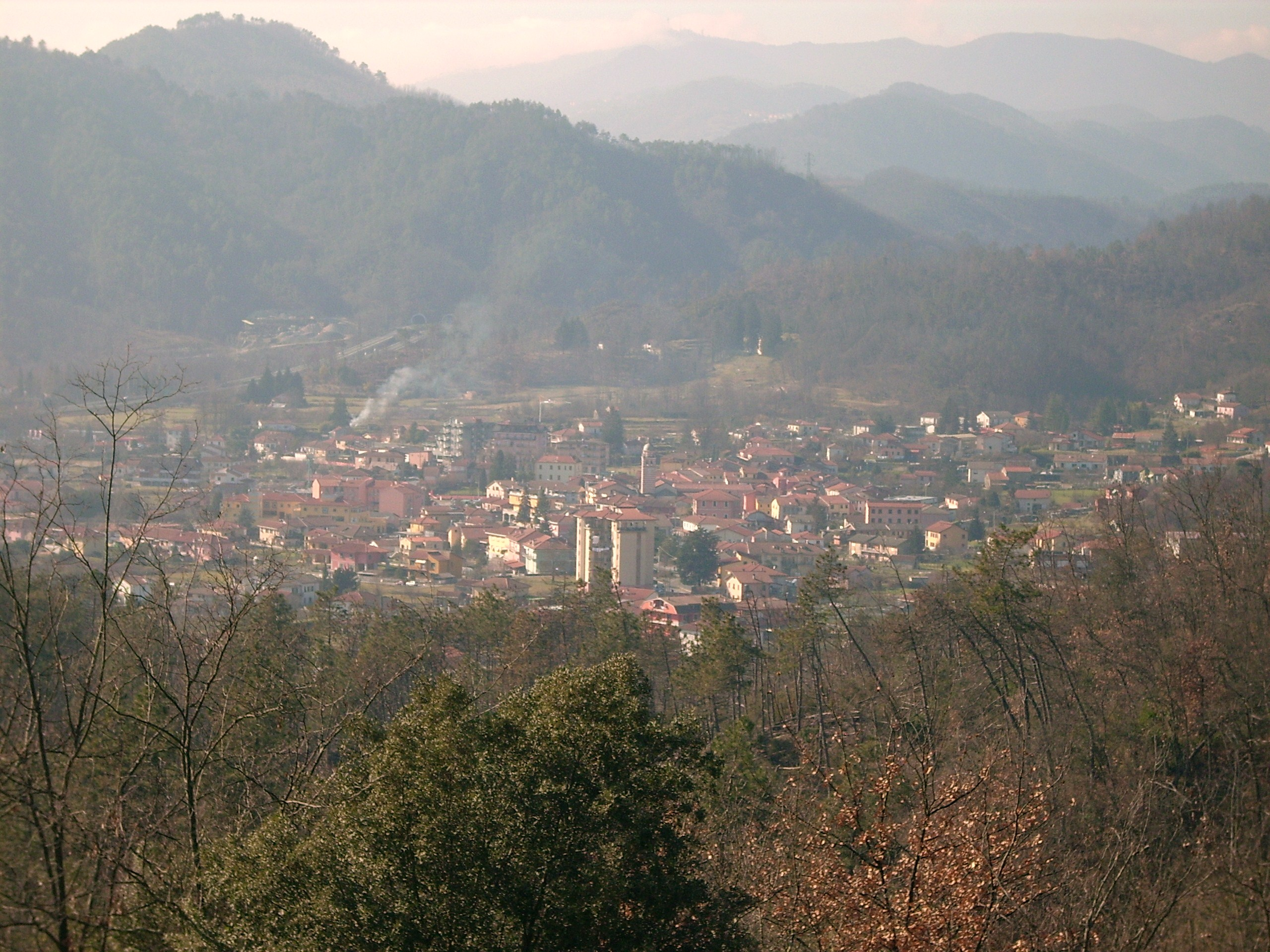

Щорічний фестиваль відбувається 17 травня. Покровитель — San Pasquale.

## Демографія
Населення за роками:

Станом на 1 січня 2023 року в муніципалітеті офіційно проживало 88 іноземців з 20 країн, серед них 21 громадянин країн Євросоюзу та 17 громадян України.

## Сусідні муніципалітети
- Боргетто-ді-Вара
- Роккетта-ді-Вара
- Сеста-Годано
- Циньяго